# المحقق كونان (الموسم 10)
المحقق كونان هو الموسم العاشر من سلسلة المحقق كونان (باليابانية: 名探偵コナン، تُنطق ميه‌تانتيه كۆنان أي المحقق العظيم كونان) تُرجمت رسميًا إلى المُحقق كونان، وهي سلسلة مانغا للكاتب غوشو أوياما حُولِّت إلى مسلسل أنيمي وحلقات أوفا وأفلام أنمي وألعاب فيديو ووسائط أخرى يابانية وقد بدأ عرض السلسلة من 29 أكتوبر 2001 ولغاية 8 يوليو 2002.
أُذيعت الحلقة الأولى في 8 يناير 1996 وعرضت الحلقات بالتوالي إلى أن وصلت إلى أكثر من 1,155 حلقة، وبذلك تحتل المركز الخامس عشر في قائمة أكثر الأنيميات من حيث عدد الحلقات. يتم عرض حلقة واحدة من الأنمي أسبوعيًا على نبون تلفجن إلا في حالات عرض الأفلام فإنها قد تتأجل إلى أسبوعين أو أكثر. تتم دبلجة الأنيمي للغة العربية من قِبَل مركز الزهرة ولا تزال دبلجته مُستمرة لأكثر من ثمانية عشرة سنة منذ سنة 1998، حيث عُرض لأول مرة على تلفزيون قطر، وقد وصلت الحلقات المُدبلجة إلى 565 (537 بالنّظام الياباني) من أصل 1,155 حلقة.
يُعرَض المحقق كونان في اليابان على قناة نيبون تي في وقناة يوميأوري وقناة أنيماكس وقناة YTV اليابانية، وقد لاقى المحقق كونان رواجًا كبيرًا في اليابان حيث احتل مركزًا من ضمن المراكز الستة الأوائل في ست مناسبات مختلفة. وبحسب استطلاعات الرأي التي أجرتها مجلة أنيميج، اعتبر الأنيمي من بين أفضل 20 أنيمي تم إصداره خلال الفترة من عام 1996 ولغاية عام 2001. أيضا احتل المحقق كونان المركز الثالث والعشرين من ضمن قائمة أفضل 100 أنيمي، أجرته شبكة أساهي اليابانية في عام 2005.
بدأ عرض الجزء السابع من الدبلجة العربية في صيف 2011 ابتداء من الحلقة اليابانية 284 إلى الحلقة 332، بمجموع 52 حلقة في نسخته العربية ليتوقف قبيل حلقات المنظمة السوداء التي يجري دبلجتها لعرضها حوالي عام 2013 في الجزء الثامن من الدبلجة.

## عناوين الحلقات
| #                  | #             | عنوان الحلقة                                                               | عنوان الحلقة                                                | تفاصيل الحلقة | تفاصيل الحلقة  | تفاصيل الحلقة |
| اليابان            | العالم العربي | باليابانية                                                                 | بالدبلجة العربية                                            | في المانغا    | تاريخ العرض    |               |
| ------------------ | ------------- | -------------------------------------------------------------------------- | ----------------------------------------------------------- | ------------- | -------------- | ------------- |
| 255                | 288           | الجولة 14 من مسابقة ماتسوي تامازو (الجزء الأول)                            | الرابطة الشعرية (الجزء الأول)                               | فلر           | 29 أكتوبر 2001 |               |
| 256                | 289           | الجولة 14 من مسابقة ماتسوي تامازو (الجزء الثاني)                           | الرابطة الشعرية (الجزء الثاني)                              | فلر           | 5 نوفمبر 2001  |               |
| 257                | 269           | العقاب الغريب من السماء                                                    | نصف الهزة الأرضية                                           | فلر           | 12 نوفمبر 2001 |               |
| 258                | 270           | القادم من شيكاغو (الجزء الأول)                                             | الرسالة الغامضة (الجزء الأول)                               | فصل 325-327   | 19 نوفمبر 2001 |               |
| 259                | 271           | القادم من شيكاغو (الجزء الثاني)                                            | الرسالة الغامضة (الجزء الثاني)                              | فصل 325-327   | 26 نوفمبر 2001 |               |
| 260                | 272           | المطعم المهتز                                                              | جريمة في المطعم                                             | فلر           | 3 ديسمبر 2001  |               |
| 261                | 273           | أسطورة الليلة المثلجة المخيفة (الجزء الأول)                                | اسطورة في ليلة باردة (الجزء الأول)                          | فلر           | 10 ديسمبر 2001 |               |
| 262                | 274           | أسطورة الليلة المثلجة المخيفة (الجزء الثاني)                               | اسطورة في ليلة باردة (الجزء الثاني)                         | فلر           | 17 ديسمبر 2001 |               |
| 263                | 280           | أحجية أوساكا المزدوجة: مبارز نانيوا وقصر ولي العهد (حلقة خاصة لمدة ساعتين) | جريمة الدوري                                                | فصل 314-321   | 7 يناير 2002   |               |
| 263                | 281           | أحجية أوساكا المزدوجة: مبارز نانيوا وقصر ولي العهد (حلقة خاصة لمدة ساعتين) | كشف ملابسات جريمة الدوري                                    | فصل 314-321   | 7 يناير 2002   |               |
| 263                | 282           | أحجية أوساكا المزدوجة: مبارز نانيوا وقصر ولي العهد (حلقة خاصة لمدة ساعتين) | جريمة في القلعة                                             | فصل 314-321   | 7 يناير 2002   |               |
| 263                | 283           | أحجية أوساكا المزدوجة: مبارز نانيوا وقصر ولي العهد (حلقة خاصة لمدة ساعتين) | حل لغز القلعة القديم                                        | فصل 314-321   | 7 يناير 2002   |               |
| 264                | 275           | معركة قاعة المحكمة: كيساكي ضد كوغورو (الجزء الأول)                         | معركة في قاعة المحكمة (الجزء الأول)                         | فلر           | 14 يناير 2002  |               |
| 265                | 276           | معركة قاعة المحكمة: كيساكي ضد كوغورو (الجزء الثاني)                        | معركة في قاعة المحكمة (الجزء الثاني)                        | فلر           | 21 يناير 2002  |               |
| 266                | 277           | حقيقة عيد الحب (جزء القضية)                                                | حل قضية المنتجع السياحي (الجزء الأول)                       | فصل 331-334   | 28 يناير 2002  |               |
| 267                | 278           | حقيقة عيد الحب (جزء الاستنتاج)                                             | حل قضية المنتجع السياحي (الجزء الثاني)                      | فصل 331-334   | 4 نوفمبر 2002  |               |
| 268                | 279           | حقيقة عيد الحب (جزء الحل)                                                  | حل قضية المنتجع السياحي (الجزء الثالث)                      | فصل 331-334   | 11 نوفمبر 2002 |               |
| 269                | 284           | تذكارات إجرامية (الجزء الأول)                                              | الساعة المفقودة (الجزء الأول)                               | فصل 335-337   | 18 نوفمبر 2002 |               |
| 270                | 285           | تذكارات إجرامية (الجزء الثانية)                                            | الساعة المفقودة (الجزء الثاني)                              | فصل 335-337   | 4 مارس 2002    |               |
| 271                | 286           | مقاطع محذوفة خبئت بسرعة (الجزء الأول)                                      | أسرع واختصرها (الجزء الأول)                                 | فصل 338-340   | 11 مارس 2002   |               |
| 272                | 287           | مقاطع محذوفة خبئت بسرعة (الجزء الثاني)                                     | أسرع واختصرها (الجزء الثاني)                                | فصل 338-340   | 18 مارس 2002   |               |
| 273                | 290           | فرار العجوز الغامضة                                                        | حل أحجية الجدّة                                              | فلر           | 8 أبريل 2002   |               |
| 274                | 291           | حقيقة البيت المسكون (الجزء الأول)                                          | حقيقة الأطياف المرعبة (الجزء الأول)                         | فصل 355-357   | 15 أبريل 2002  |               |
| 275                | 292           | حقيقة البيت المسكون (الجزء الثاني)                                         | حقيقة الأطياف المرعبة (الجزء الثاني)                        | فصل 355-357   | 22 أبريل 2002  |               |
| 276                | 297           | قضية مفكرة رجل الشرطة الضائعة                                              | بطاقة الشرطة الضائعة                                        | فلر           | 6 مايو 2002    |               |
| 277                | 293           | معلمة اللغة الإنكليزية ضد متحري الغرب (الجزء الأول)                        | مدرسة اللغة الأجنبية في مواجهة المحقق الشهير (الجزء الأول)  | فصل 341-343   | 13 مايو 2002   |               |
| 278                | 294           | معلمة اللغة الإنكليزية ضد متحري الغرب (الجزء الثاني)                       | مدرسة اللغة الأجنبية في مواجهة المحقق الشهير (الجزء الثاني) | فصل 341-343   | 20 مايو 2002   |               |
| 279                | 295           | متاهة الهوليغان (الجزء الأول)                                              | مثير الشغب هو السبب (الجزء الأول)                           | فصل 344-346   | 27 مايو 2002   |               |
| 280                | 296           | متاهة الهوليغان (الجزء الثاني)                                             | مثير الشغب هو السبب (الجزء الثاني)                          | فصل 344-346   | 3 يونيو 2002   |               |
| 281                | 298           | شهود عيان قليلون                                                           | الشهود الصغار                                               | فلر           | 10 يونيو 2002  |               |
| 282                | 299           | لغز حديقة الصخور المتدفقة بالمياه (الجزء الأول)                            | لغز حديقة الرمال اليابانية (الجزء الأول)                    | فلر           | 17 يونيو 2002  |               |
| 283                | 300           | لغز حديقة الصخور المتدفقة بالمياه (الجزء الثاني)                           | لغز حديقة الرمال اليابانية (الجزء الثاني)                   | فلر           | 24 يونيو 2002  |               |
| بداية الجزء السابع |               |                                                                            |                                                             |               |                |               |
| 284                | 301           | الحي الصيني: تهيئات تحت المطر (الجزء الأول)                                | قضية في المطعم الصيني (الجزء الأول)                         | فصل 347-349   | 1 يوليو 2002   |               |
| 285                | 302           | الحي الصيني: تهيئات تحت المطر (الجزء الثاني)                               | قضية في المطعم الصيني (الجزء الثاني)                        | فصل 347-349   | 8 يوليو 2002   |               |